# Lochs Free Church

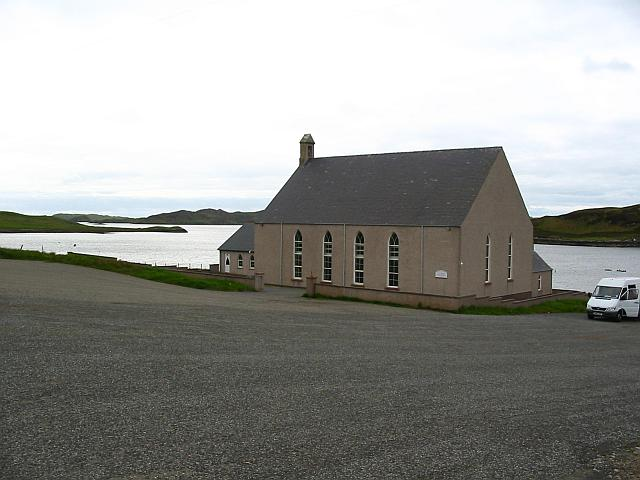
Lochs Free Church

Die Lochs Free Church ist ein Kirchengebäude der Nachfolgeorganisation der presbyterianischen United Free Church of Scotland in der Ortschaft Crossbost auf der schottischen Hebrideninsel Lewis and Harris. 1993 wurde das Gebäude in die schottischen Denkmallisten in der Kategorie B aufgenommen.

## Geschichte
Mit dem schottischen Kirchenschisma 1843 schlossen sich viele Gemeindemitglieder der Hebriden der abgespaltenen Free Church of Scotland an. Die Kirche der Church of Scotland des Parish Lochs befand sich, was den Zeitaufwand der Gemeindemitglieder betraf, recht zentral in Keose. Die Free Church errichtete um 1843 vorliegendes Kirchengebäude in Crossbost, das für in den südlichen Regionen der Gemeinde angesiedelten Mitglieder nur mit erhöhtem Aufwand zu erreichen war. Da das zugehörige Pfarrhaus noch nicht fertiggestellt worden war, lebte der erste Geistliche bis 1845 in Stornoway. Aufgrund der aufwändigen Anreise warben die südlichen Ortschaften ab den 1870er Jahren für eine eigene Pfarrkirche, die sie 1880 auch erhielten.
1900 schloss sich der amtierende Geistliche der Rückführung der Free Church in die Church of Scotland an. Ein Großteil der Gemeindemitglieder vollzog diesen Weg jedoch nicht und verblieb in der United Free Church of Scotland. Die Church of Scotland nutzte das Kirchengebäude bei 1904, als es an die Free Church zurückgegeben werden musste. Da die Mehrzahl der Gemeindemitglieder Gälisch als Erstsprache nutzte, wurden die Gottesdienste in dieser Sprache abgehalten. In Achmore, Crossbost, Leurbost, Grimshader und Ranish wurden jedoch Gemeindehäuser eingerichtet, in denen abwechselnd wöchentlich eine Messe in englischer Sprache gelesen wurde. 1977 wurde das Pfarrhaus abgetragen und das Steinmaterial zum Bau eines Schiffsanlegers in Crossbost verwendet. Aufgrund von Veränderungen in der Sprachverteilung wurden auch in der Lochs Free Church ab Ende der 1990er Jahre auch englischsprachige Messen angeboten. 2000 wurde der neue Gemeindesaal fertiggestellt. Im April 2016 wurde dann grundsätzlich auf die englische Sprache umgestellt.

### Geistliche
- Robert Finlayson, 1843–1856
- John McRae, 1857–1864
- George. L. Campbell, 1865–1875
- Hector Cameron, 1876–1881
- John MacDougall, 1885–1900
- John Rose, 1909–1919
- Malcolm Maciver, 1924–1959
- Donald Gilles, 1960–1982
- Kenneth Ferguson, 1984–2000
- Alasdair Macleod, 2003–2011
- Calum Iain Macleod, seit 2013

(Quelle: )

## Beschreibung
Die Lochs Free Church steht oberhalb der Nordküste des Loch Leurbost am Westrand von Crossbost, nahe dem Übergang nach Leurbost. Die längliche Saalkirche ist schlicht neogotisch mit Spitzbogenfenstern ausgeführt. Ihre Fassaden sind mit  schlichtem Putz belegt. Auf dem Ostgiebel des schiefergedeckten Satteldachs sitzt ein kleiner Dachreiter mit offenem Geläut. Die Fensterverglasung ist modern.